# アトリオ
アトリオ（英文表記：ATRIO）は、東急スポーツシステム株式会社が運営するスポーツクラブの総称である。

## 概要
首都圏・東急電鉄の沿線でフィットネスクラブ「アトリオドゥーエNext」、フィットネスジム「アトリオライト」を運営している。
東急グループはかつて、東急不動産の子会社であった東急スポーツオアシス（現：スポーツオアシス）、東急レクリエーションが運営していた"AXIA"（最後の取手店が2014年9月閉店）の三つのスポーツクラブを有していた。
2024年3月に東急スポーツオアシスの株式が全てルネサンスへ譲渡されたため、アトリオは東急グループが有する唯一のスポーツクラブとなった。

## 運営会社
運営会社である東急スポーツシステム株式会社は、東京都渋谷区円山町5番5号を所在地とする日本の法人である。1993年4月22日に設立された。東急の100%子会社。売上高は、58億円（2008年3月実績）。社団法人日本フィットネス産業協会に加盟している。
東急スイミングスクールや東急ゴルフスクールを運営している他、クラブチーム「東急SレイエスFC」をサポートしている。

## 店舗
- アトリオドゥーエNext 碑文谷
- アトリオドゥーエNext たまプラーザ（たまプラーザテラス内）
- アトリオドゥーエNext 青葉台（青葉台東急スクエア内）
- アトリオドゥーエNext 武蔵小山
- アトリオドゥーエNext 二子玉川（二子玉川ライズ・ショッピングセンター・テラスマーケット内）
- アトリオライト たまプラーザ
- アトリオライト 白楽
- アトリオライト エトモ池上

### かつてあった店舗
- アトリオあざみ野 （2019年1月閉館)

## 沿革
- 1994年 10月　アトリオあざみ野がオープン
- 2003年  3月　アトリオドゥーエ碑文谷がオープン
- 2007年  2月　アトリオドゥーエたまプラーザがオープン
- 2008年  4月　アトリオドゥーエ青葉台がオープン
- 2010年 10月　アトリオドゥーエ武蔵小山がオープン
- 2015年  5月　アトリオドゥーエ二子玉川がオープン